# Olympische Sommerspiele 2024/Leichtathletik – Weitsprung (Frauen)
Der Weitsprungwettkampf der Frauen bei den Olympischen Spielen 2024 in Paris wurde am 6. August (Qualifikation) und 8. August 2024 (Finale) im Stade de France ausgetragen.

## Aktuelle Titelträgerinnen
| Olympiasiegerin                        | Malaika Mihambo ( Deutschland)       | 7,00 m | Tokio 2020     |
| Weltmeisterin                          | Ivana Vuleta ( Serbien)              | 7,14 m | Budapest 2023  |
| Europameisterin                        | Malaika Mihambo ( Deutschland)       | 7,22 m | Rom 2024       |
| Nord-/Zentralamerika-/Karibikmeisterin | Quanesha Burks ( Vereinigte Staaten) | 6,75 m | Freeport 2022  |
| Südamerikameisterin                    | Eliane Martins ( Brasilien)          | 6,62 m | São Paulo 2023 |
| Asienmeisterin                         | Sumire Hata ( Japan)                 | 6,97 m | Bangkok 2023   |
| Afrikameisterin                        | Ese Brume ( Nigeria)                 | 6,73 m | Douala 2024    |
| Ozeanienmeisterin                      | Samantha Dale ( Australien)          | 6,47 m | Suva 2024      |

## Rekorde

### Bestehende Rekorde
| Weltrekord         | Galina Tschistjakowa () | 7,52 m | Leningrad, Sowjetunion (heute Russland) | 11. Juni 1988      |
| Olympischer Rekord | Jackie Joyner-Kersee () | 7,40 m | Finale OS Seoul, Südkorea               | 29. September 1988 |

## Qualifikation
6. August 2024, 11:15 Uhr
Mit einem Sprung über 6,75 Meter oder einer Platzierung unter den besten 12 Athletinnen qualifizierte sich eine Athletin für das Finale.
| Rang | Gruppe | Athletin              | Nation             | Versuch (in m) | Versuch (in m) | Versuch (in m) | Weite (in m) | Anm. |
| Rang | Gruppe | Athletin              | Nation             | 1              | 2              | 3              | Weite (in m) | Anm. |
| ---- | ------ | --------------------- | ------------------ | -------------- | -------------- | -------------- | ------------ | ---- |
| 1    | A      | Tara Davis-Woodhall   | Vereinigte Staaten | 6,64 m         | 6,90 m         |                | 6,90 m       | Q    |
| 2    | B      | Larissa Iapichino     | Italien            | 6,60 m         | 6,87           |                | 6,87 m       | Q    |
| 3    | B      | Malaika Mihambo       | Deutschland        | x              | x              | 6,86 m         | 6,86         | Q    |
| 4    | A      | Ese Brume             | Nigeria            | 6,44 m         | 6,40 m         | 6,76           | 6,76         | Q    |
| 5    | A      | Ruth Usoro            | Nigeria            | x              | 6,68           | 6,65           | 6,68         | q    |
| 6    | A      | Jasmine Moore         | Vereinigte Staaten | 6,35           | 6,66           | x              | 6,66         | q    |
| 7    | B      | Prestina Ochonogor    | Nigeria            | 6,27           | 6,65           | 6,29           | 6,65         | q    |
| 8    | B      | Monae’ Nichols        | Vereinigte Staaten | 6,43           | 6,52           | 6,64           | 6,64         | q    |
| 9    | A      | Alina Rotaru-Kottmann | Rumänien           | 6,45           | 6,46           | 6,63           | 6,63         | q    |
| 10   | B      | Ackelia Smith         | Jamaika            | 6,51           | 6,59           | 6,58           | 6,59         | q    |
| 11   | B      | Marthe Koala          | Burkina Faso       | 6,36           | 6,59           | 6,57           | 6,59         | q    |
| 12   | B      | Hilary Kpatcha        | Frankreich         | 6,18           | 6,20           | 6,59           | 6,59         | q    |
| 13   | A      | Xiong Shiqi           | China              | 6,58           | 6,56           | 6,52           | 6,58         | SB   |
| 14   | A      | Pauline Hondema       | Niederlande        | 4,72           | 6,21           | 6,55           | 6,55         |      |
| 15   | B      | Fátima Diame          | Spanien            | 6,37           | 6,52           | x              | 6,52         |      |
| 16   | B      | Ivana Španović        | Serbien            | x              | 6,51           | 6,31           | 6,51         | SB   |
| 17   | A      | Chanice Porter        | Jamaika            | 6,48           | 6,21           | x              | 6,48         |      |
| 18   | A      | Milica Gardašević     | Serbien            | 6,48           | x              | x              | 6,48         |      |
| 19   | B      | Plamena Mitkowa       | Bulgarien          | 6,45           | 6,42           | 6,33           | 6,45         |      |
| 20   | A      | Laura Raquel Müller   | Deutschland        | 6,40           | 6,13           | 6,38           | 6,40         |      |
| 21   | B      | Petra Bánhidi-Farkas  | Ungarn             | 6,40           | 6,33           | 6,22           | 6,40         |      |
| 22   | A      | Natalia Linares       | Kolumbien          | x              | 6,40           | 6,04           | 6,40         |      |
| 23   | A      | Eliane Martins        | Brasilien          | 6,36           | x              | x              | 6,36         |      |
| 24   | A      | Agate de Sousa        | Portugal           | x              | 6,34           | 6,27           | 6,34         |      |
| 25   | B      | Brooke Buschkuehl     | Australien         | 6,29           | 6,10           | 6,31           | 6,31         |      |
| 26   | B      | Sumire Hata           | Japan              | 6,21           | x              | 6,31           | 6,31         |      |
| 27   | A      | Nikola Horowska       | Polen              | x              | 6,31           | x              | 6,31         |      |
| 28   | B      | Mikaelle Assani       | Deutschland        | 5,64           | 6,13           | 6,24           | 6,24         |      |
| 29   | A      | Esraa Owis            | Ägypten            | 5,93           | 6,11           | 6,20           | 6,20         |      |
| 30   | A      | Tessy Ebosele         | Spanien            | 6,02           | x              | 6,09           | 6,09         |      |
| 31   | B      | Lissandra Campos      | Brasilien          | 5,90           | 6,02           | x              | 6,02         |      |

## Finale
8, August 2024, 20:00 Uhr
| Rang | Athlet                | Nation             | Versuch (in m) | Versuch (in m) | Versuch (in m) | Versuch (in m) | Versuch (in m) | Versuch (in m) | Weite (in m) | Anm. |
| Rang | Athlet                | Nation             | 1              | 2              | 3              | 4              | 5              | 6              | Weite (in m) | Anm. |
| ---- | --------------------- | ------------------ | -------------- | -------------- | -------------- | -------------- | -------------- | -------------- | ------------ | ---- |
| 1    | Tara Davis-Woodhall   | Vereinigte Staaten | 6,93           | 7,05           | 6,95           | 7,10           | 6,61           | 6,68           | 7,10         |      |
| 2    | Malaika Mihambo       | Deutschland        | 6,77           | 6,81           | 6,95           | x              | 6,98           | x              | 6,98         |      |
| 3    | Jasmine Moore         | Vereinigte Staaten | 6,96           | 6,92           | 6,62           | 6,75           | 6,88           | 6,88           | 6,96         |      |
| 4    | Larissa Iapichino     | Italien            | 6,78           | 6,87           | x              | 6,83           | 6,78           | 6,85           | 6,87         |      |
| 5    | Ese Brume             | Nigeria            | x              | 6,59           | 6,63           | 6,70           | 6,51           | 6,70           | 6,70         |      |
| 6    | Monae’ Nichols        | Vereinigte Staaten | 6,64           | x              | 6,36           | 6,63           | 6,67           | 6,66           | 6,67         |      |
| 7    | Alina Rotaru-Kottmann | Rumänien           | 6,46           | 6,46           | 6,65           | 6,55           | 6,67           | 6,50           | 6,67         |      |
| 8    | Ackelia Smith         | Jamaika            | 6,66           | 6,52           | x              | 5,86           | 6,40           | 6,42           | 6,66         |      |
| 9    | Marthe Koala          | Burkina Faso       | 6,61           | 6,51           | 6,46           | ausgeschieden  | ausgeschieden  | ausgeschieden  | 6,61         |      |
| 10   | Ruth Usoro            | Nigeria            | 6,58           | x              | 5,80           | ausgeschieden  | ausgeschieden  | ausgeschieden  | 6,58         |      |
| 11   | Hilary Kpatcha        | Frankreich         | 6,56           | 5,54           | 5,78           | ausgeschieden  | ausgeschieden  | ausgeschieden  | 6,56         |      |
| 12   | Prestina Ochonogor    | Nigeria            | 6,07           | 6,24           | 6,24           | ausgeschieden  | ausgeschieden  | ausgeschieden  | 6,24         |      |